# The Smeezingtons
The Smeezingtons est une équipe de compositeurs comprenant Bruno Mars, Philip Lawrence (en) et Ari Levine. 
Le groupe a composé et produit es chansons pour des artistes à succès comme K'naan, Cee Lo Green, Adele et leur membre Bruno Mars. En 2010, l’équipe a remporté le prix des «Meilleurs auteurs-compositeurs de l’année» par la revue professionnelle Music Week.